# تپه کوچک بابا کمال
تپه کوچک بابا کمال مربوط به عصر آهن ۳ است و در شهرستان تویسرکان، بخش قلقل رود، روستای بابا کمال واقع شده و این اثر در تاریخ ۲۴ اسفند ۱۳۸۳ با شمارهٔ ثبت ۱۱۴۰۹ به‌عنوان یکی از آثار ملی ایران به ثبت رسیده است.